# Verein zur Förderung des Ägyptischen Museums Berlin
Der Verein zur Förderung des Ägyptischen Museums Berlin e.V. ist ein 1973 gegründeter eingetragener Verein zur Förderung des Ägyptischen Museums in Berlin.

## Hintergrund
Es handelt sich um einen gemeinnützigen Verein, der das Ägyptische Museum in allen Bereichen seiner Arbeit unterstützt. So finanziert er unter anderem die Restaurierung von Depotbeständen, um diese in die Schausammlung aufnehmen zu können und war maßgeblich am Ausbau des Marstalls beteiligt, durch den die Ausstellungsfläche des ehemals in West-Berlin aufbewahrten Bestandes der Sammlung verdoppelt werden konnte. Des Weiteren unterstützt der Verein die Forschungsarbeit des Museums und beteiligt sich an der Finanzierung der Ausgrabungen des Museums, so unter anderem in der Ruinenstadt Naqa im Nordsudan. Darüber hinaus verdankt die Sammlung dem Verein eine Reihe von Neuerwerbungen, die an dem Kürzel VÄGM vor der Inventarnummer zu erkennen sind. Zu den vom Verein für das Museum erworbenen Objekten zählen unter anderem aus der 18. Dynastie ein Statuenkopf von Amenophis III. und eine Figur des Prinzen Thutmosis auf dem Balsamierungsbett, aus der 12. Dynastie einen Statuentorso und eine aus sechs Figuren bestehende Gruppe von Obstgabenträgern, eine Mumienmaske der Ta-scherit-en-Hor und die Statuette eines Falken aus Gold stammen aus der Ptolemäerzeit und aus der römischen Kaiserzeit der Sarg einer Frau und vier Mumienmasken einer vornehmen ägyptischen Familie.
Der Verein zur Förderung des Ägyptischen Museums Berlin e.V. sieht sich in der Tradition von James Simon, der Grabungen in Abusir und Amarna finanzierte und der die ihm aus den Fundteilungen zugewiesenen Objekten, darunter die Amarnasammlung mit der weltberühmten Büste der Nofretete, den Berliner Museen stiftete.